# Society for Neuroscience
La Society for Neuroscience est une organisation professionnelle basée à Washington, aux États-Unis qui regroupe des scientifiques et des médecins du monde entier dont la recherche et les travaux sont axés sur l'étude du cerveau et du système nerveux. Les résultats de la recherche sont publiés dans The Journal of Neuroscience.

## Présentation et mission
Cette organisation à but non lucratif fondée en 1969 compte à ce jour près de 38 000 membres répartis dans plus de 90 pays et 130 chapitres dans le monde. Sa mission est de faire progresser la compréhension du cerveau et du système nerveux, de fournir des informations, des ressources éducatives et des activités de perfectionnement professionnel aux membres, et de promouvoir l'éducation générale et l'information publique sur la nature des découvertes scientifiques, leurs résultats et leurs implications liés aux recherches de pointe en neurosciences. Le président actuel est Oswald Steward